# Провальська сільська рада
Провальська сільська рада — сільська рада у Довжанському районі Луганської області з адміністративним центром у селі Провалля.
Історична дата утворення: в 1943 році.
Сільській раді підпорядковані також села Верхньотузлове, Бобриківка, Зимівники, Маяк, Черемшине та Калинник.
Адреса сільської ради: 94851, Луганська обл., Свердловська міськрада, с. Провалля, вул. Центральна, 2 Довжанський р-н..

## Населені пункти
Населені пункти, що відносяться до Провальської сільської ради.
| № | Назва      | Тип  | Рік заснування | Площа км² | Населення (2001), ос. |
| - | ---------- | ---- | -------------- | --------- | --------------------- |
| 1 | Провалля   | село | 1790           | 50,9      | 841                   |
| 2 | Бобриківка | село | 1956           | 29,3      | 379                   |
| 3 | Зимівники  | село | 1796           | 18,8      | 133                   |
| 4 | Маяк       | село | 1956           | 42,2      | 196                   |
| 5 | Черемшине  | село | 1953           | 40,6      | 182                   |
| 6 | Калинник   | село | 1955           |           | 86                    |

## Склад ради
Рада складається з 20 депутатів та голови.

### Керівний склад ради
| ПІБ                             | Основні відомості                                                                      | Дата обрання | Дата звільнення |
| ------------------------------- | -------------------------------------------------------------------------------------- | ------------ | --------------- |
| Дем'яненко Сергій Олександрович | Сільський голова, 1957 року народження, освіта вища, член Комуністичної партії України | 26.03.2006   | 31.10.2010      |
| Дем'яненко Сергій Олександрович | Сільський голова, 1957 року народження, освіта вища, член Партії регіонів              | 31.10.2010   |                 |

Примітка: таблиця складена за даними джерела